# Wilhelm Harster

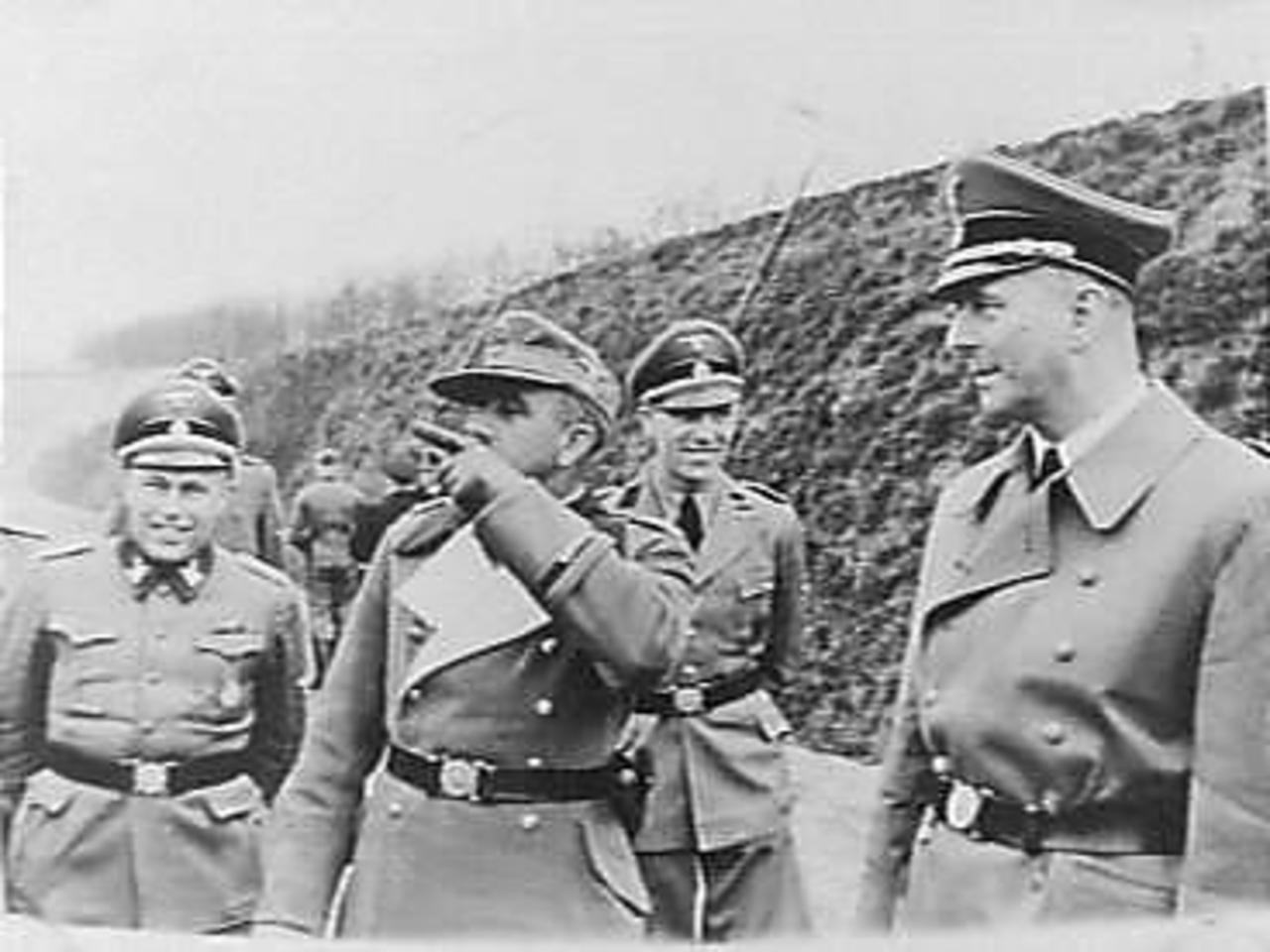
Harster, Karl Maria Demelhuber, Erich Deppner und Hanns Albin Rauter

Wilhelm Harster (* 21. Juli 1904 in Kelheim; † 25. Dezember 1991 in München) war ein deutscher Jurist und zur Zeit des Nationalsozialismus ein hochrangiger SS- und Polizeifunktionär, zuletzt im Rang eines SS-Gruppenführers und Generalleutnants der Polizei. Harster war Gestapoleiter in Innsbruck und während des Zweiten Weltkrieges Befehlshaber der Sicherheitspolizei und des SD (BdS) in den Niederlanden und in Italien. Harster war für die Deportation zehntausender Juden in die Vernichtungslager verantwortlich. Nach Kriegsende musste sich Harster in zwei NS-Prozessen für seine Verbrechen verantworten und wurde jeweils zu hohen Freiheitsstrafen verurteilt, beide Male jedoch frühzeitig wieder begnadigt.

## Frühe Jahre
Wilhelm Harster war Sohn des Juristen und Polizeibeamten Theodor Harster. Er wuchs somit von Kindesbeinen an – wie er später sagte – in „eine(r) gewisse(n) Umgebung kriminalistischer Arbeiten“ auf. Sein Vater fiel als Kriegsfreiwilliger in der Anfangsphase des Ersten Weltkriegs, am 1. November 1914 in der Ersten Flandernschlacht bei Wijtschate (Wytschaete).
Harster besuchte ab 1910 die Volksschule in München und wurde 1913 am humanistischen Ludwigsgymnasium München aufgenommen, wo er 1922 das Abitur bestand. Noch während seiner Schulzeit, gerade 16 Jahre alt, trat er 1920 dem rechtsextremen, paramilitärischen Freikorps Oberland bei. Nach dessen Auflösung im November 1921 gehörte er der Nachfolgeorganisation des Freikorps, dem Bund Oberland noch bis 1926 an. Von 1922 bis 1926 studierte Harster an der Universität München Rechtswissenschaften. Während seiner Referendariatszeit promovierte er 1927 an der Universität Erlangen zum Dr. jur.
Am 30. September 1930 heiratete er Maria Hirsch (* 28. Dezember 1907 / Mitglied der NS-Frauenschaft). Aus der Ehe gingen zwei Söhne hervor: Klaus (geb. 5. August 1933) und Gerd (geb. 23. Juli 1937).

## Im Polizei- und Sicherheitsdienst
Anfang 1929 bestand er sein Assessorexamen und begann am 16. Oktober 1929 als Regierungsassessor beim Polizeipräsidium Stuttgart, war dort bei der Kriminalpolizei tätig. Ab 1931 leitete er die Politische Polizei in Stuttgart und übernahm nach der nationalsozialistischen Machtergreifung im April 1933 die stellvertretende Leitung der Württembergischen Politischen Polizei. Nicht zuletzt aus Karrieregründen von Adolf Hitler überzeugt, trat er zum 1. Mai 1933 der NSDAP (Mitgliedsnummer 3.226.959) und am 9. November 1933 der SS bei (SS-Nummer 225.932). Dem SD gehörte er ab 1935 an. Ende 1937 wechselte er in das Geheime Staatspolizeiamt Berlin. Hier leitete er als Stellvertreter von SS-Obersturmführer Paul Kanstein die Staatspolizeistelle Berlin.
Nach dem „Anschluss Österreichs“ an das Deutsche Reich baute Harster ab März 1938 die Staatspolizeileitstelle Innsbruck auf und war von März 1938 bis November 1939 deren erster Leiter.

## Zweiter Weltkrieg
Nach dem Überfall auf Polen wurde Harster am 23. Oktober 1939 Befehlshaber der Sicherheitspolizei und des SD (BdS) im Militärbezirk Krakau. Im November 1939 wurde Harster Inspekteur der Sicherheitspolizei und des SD (IdSuSD) in Kassel. In diesem Aufgabengebiet löste er Otto Rasch ab. Seine Aufgabe als Inspekteur bestand in der Durchsetzung der Präsenz von Sicherheitspolizei und Sicherheitsdienst gegenüber den staatlichen und parteimäßigen Strukturen im NS-Staat. Damit unterstand er dem Chef der Sicherheitspolizei und des SD, Reinhard Heydrich direkt.

### BdS in den Niederlanden
Am 15. Juli 1940 wurde Harster zum BdS in den besetzten Niederlanden ernannt. Seine Aufgaben als IdS für den Wehrkreis IX (Kassel) führte er unabhängig davon bis März 1941 weiter. Als Nachfolger von Hans Nockemann in den Niederlanden übte er dieses Amt bis 29. August 1943 aus und war in dieser Funktion mitverantwortlich für die Deportation von über 100.000 niederländischen Juden. So war er führend an der Räumung der jüdischen Klinik Het Apeldoornsche Bosch beteiligt, deren über 1200 Patienten und Mitarbeiter in Auschwitz ermordet wurden. Nach Besprechungen mit Vertretern des Reichssicherheitshauptamts (RSHA) sowie Weisungen seines unmittelbaren Vorgesetzten, Höherer SS- und Polizeiführer (HSSPF) Hanns Albin Rauter, umriss Harster Anfang Mai 1943 in einem Schreiben an die Kommandanten der in den Niederlanden eingerichteten Konzentrationslager unter dem Betreff: „Endlösung der Judenfrage in den Niederlanden“ die zukünftig zu verfolgende „Allgemeine Linie“: „Der Reichsführer SS [Himmler] wünscht, dass in diesem Jahre an Juden nach dem Osten transportiert wird, was menschenmöglich ist.“ Bereits am 25. Juni 1943 zitierte ein Vertreter des Auswärtigen Amtes einen Geheimbericht Harsters an Reichskommissar Seyß-Inquart in Berlin: „Von den ursprünglich in den Niederlanden gemeldeten 140 000 Volljuden ist nun der 100 000. Jude aus dem Volkskörper entfernt worden (genaue Zahl etwa 102 000).“ Harster war bis zum 28. August 1943 BdS in den Niederlanden.

### BdS in Italien
Von Ende August 1943 bis zum Kriegsende im Mai 1945 war Harster BdS in Italien. Harsters Dienststelle befand sich in Verona, wo Harster durch das RSHA seine Anweisungen erhielt und somit nicht dem Höchsten SS- und Polizeiführer Italien Karl Wolff unterstand. Unmittelbar nach dem Waffenstillstand Italiens am 8. September 1943 begann am 12. September die deutsche Besetzung, verbunden mit einer intensivierten Verfolgung und Ermordung von Juden. In einer Razzia gegen die Juden in Rom am 16. Oktober 1943 wurden 1007 Ghetto-Insassen nach Auschwitz deportiert. Von diesen starben sofort 811 im „Gas“. Nur 149 Männer und 47 Frauen überlebten. Generalfeldmarschall Albert Kesselring meldete am 19. Oktober dem OKH einen „schönen Erfolg“, weil es dem „Leiter des Außenkommandos Rom des BdS Herbert Kappler“ und Harster gelungen sei, „900 reinrassige Juden in Sicherheitsverwahrung“ genommen zu haben. Die Juden wurden in Lager verbracht, die auch Harster unterstanden. Eines dieser Lager war das Durchgangslager Fossoli, aus dem Juden und politisch Verfolgte weiter in Konzentrations- und Vernichtungslager deportiert wurden. Am 9. November 1944 wurde Harster zum SS-Gruppenführer und Generalleutnant der Polizei ernannt.

## Nachkriegszeit
Nach der Kapitulation der deutschen Truppen in Italien am 2. Mai 1945 wurde Harster am 10. Mai 1945 in der Nähe von Bozen von britischen Truppen verhaftet. Bis zum Jahresende 1945 verblieb er zunächst in Lagern in Italien, wurde dann nach London gebracht und im Kriegsgefangenenlager Island Farm „Special Camp 11“ in Bridgend in Wales bis zur Übergabe an die niederländischen Behörden am 21. August 1947 gefangen gehalten.

### Prozess in den Niederlanden
Nach dem Krieg wurden die Kriegsverbrechen, die Harster während seiner Zeit als BdS in den besetzten Niederlanden verübt hatte, vor einem Sondergericht (Bijzonder Gerechtshof) in Den Haag verhandelt. Ihm wurde die Vorbereitung und Durchführung der Deportation der Juden aus den Niederlanden sowie die Mitschuld an Misshandlungen und Tötungen von Häftlingen des Durchgangslagers Amersfoort („de Boskamp“) zur Last gelegt.
Am 23. März 1949 wurde Harster von diesem Gericht zu 12 Jahren Gefängnis verurteilt. Im Vergleich dazu war Harsters unmittelbarer Vorgesetzter in den Niederlanden Hanns Albin Rauter bereits am 4. Mai 1948 zum Tode verurteilt und hingerichtet worden. Kurz nach Harsters Prozess wurden zwei seiner Untergebenen (Ferdinand aus der Fünten und Willy Lages) ebenfalls zum Tode verurteilt, jedoch kurz darauf begnadigt.
Harster erfuhr weitere Milde. Von der zwölfjährigen Haftstrafe verbüßte er nur knapp die Hälfte. Am 14. Oktober 1955 wurde er aus den Niederlanden nach Deutschland abgeschoben.

### Bayerisches Innenministerium
Nach seiner Haftentlassung wurde Harster erneut im Staatsdienst beschäftigt. In Bayern wurde er in einem Entnazifizierungsverfahren als Minderbelasteter eingestuft und am 27. Oktober 1956 startete er – bei der Regierung von Oberbayern als Regierungsrat eingestellt – eine Nachkriegskarriere im Bayerischen Innenministerium. Diese Einstufung erfolgte aufgrund mehrerer Ehrenerklärungen (Persilscheine), die sich bei einer späteren Überprüfung zum Teil als persönliche Gefälligkeiten oder auch als gefälscht herausstellten. So stammte eine solche Erklärung angeblich von einem italienischen Juristen aus Triest, jedoch in Wirklichkeit von Erich Rajakowitsch, einem österreichischen Juristen, der für das Reichssicherheitshauptamt unter Adolf Eichmann tätig gewesen war und selbst später wegen der Deportation von Juden angeklagt und verurteilt wurde. Dessen wirkliche Identität wurde im Laufe der staatsanwaltlichen Ermittlungen gegen Harster in Deutschland vom Jüdischen Dokumentationszentrum Wien enttarnt.
Am 31. Juli 1963 wurde Harster zum Oberregierungsrat befördert, denn – so Der Spiegel: „Der einstige KZ-Lieferant hatte sich derweil zum Experten für Gemeindefinanzen emporgearbeitet. Kenntnisreich, liebenswürdig, betriebsam – wie ehedem erschien Wilhelm Harster als Idealbild eines Beamten.“

### Mittelpunkt eines „internen Nachrichtendienstes“
Gemäß einem „streng geheimen“ Vermerk, den die Bundesregierung 2013 freigab, wurden Beamte des Bundeskanzleramts 1963 von der Leitung des Bundesnachrichtendienstes informiert, dass sich bei Harster bis in die frühen 1960er Jahre ein Netzwerk aus ehemaligen Angehörigen des Sicherheitsdienstes SD traf. Mitarbeiter des Bundesnachrichtendienstes mit SS-Vergangenheit sollen an diesem Netzwerk beteiligt gewesen sein; außerdem habe es Querverbindungen zum Bundesamt für Verfassungsschutz gegeben. Es wird vermutet, das Netzwerk habe auch Sprengstoff für separatistische Bombenanschläge in Südtirol geliefert.

### Prozess in Deutschland
Durch die 1959 gegen Harsters „Judenreferenten“  Wilhelm Zoepf von der Zentralen Stelle Ludwigsburg eingeleitete Untersuchung über die Deportationen niederländischer Juden geriet auch Harster ins Blickfeld der bundesdeutschen Justiz. Nachdem die Öffentlichkeit von diesen Ermittlungen erfahren hatte, wurde Harster 1963 pensioniert. Die offizielle Begründung war Krankheit mit nachgewiesener Dienstunfähigkeit. Am 13. Januar 1966 wurde über Harster und Zoepf die Untersuchungshaft verhängt. Am 23. Januar 1967 begann ein Strafprozess am Landgericht München II gegen beide und gegen die ehemalige Polizeiangestellte Gertrud Slottke wegen Beihilfe zum Mord. So wurden die Deportationen von 83.000 niederländischen Juden gewertet. Harster und Zoepf waren geständig, das Ziel der „Endlösung der Judenfrage“ gekannt zu haben und durch die Organisation der Deportationen an der Ermordung der niederländischen Juden beteiligt gewesen zu sein. Nur die Mitangeklagte Slottke leugnete ihre Beteiligung. Der Prozess war sehr kurz, es wurden nur zwei Zeugen aufgerufen. Das Verfahren endete am 24. Februar 1967 mit Schuldsprüchen für Harster (15 Jahre Haftstrafe), Zoepf (9 Jahre Haftstrafe) und Slottke (5 Jahre Haftstrafe). 1969 wurde Harster bereits wieder freigelassen.

### Diskussion um Straßenbenennung
Die Dr.-Harster-Straße in Kelheim wurde nicht nach Wilhelm Harster, sondern nach seinem ebenfalls promovierten Vater Theodor benannt. Die Verwechslungsgefahr war in den Augen der Stadtverwaltung lange Zeit kein Problem. Im Jahre 2015 kam es in der Öffentlichkeit zum wiederholten Male zu Diskussionen, ob die Straße umbenannt werden solle oder nicht. Ende April 2015 entschied der Kelheimer Stadtrat, den Namen der Straße beizubehalten. Gleichzeitig soll jedoch ein Zusatzschild angebracht werden, das die Verdienste von Theodor Harster hervorhebt, um Verwechslungen zu vermeiden.